# Хлорацетон
Хлорацетон (1-хлорпропанон-2) — органическое вещество с формулой CH3C(=O)CH2Cl. Может быть получен путём реакции хлора и дикетена или путём хлорирования ацетона.
Хлорирование ацетона может производиться путём пропускания газообразного хлора через жидкий ацетон со взвесью карбоната кальция, источником которого может послужить мел.
Также хлорацетон может быть получен путём электролиза смеси ацетона и соляной кислоты графитовыми электродами, так как выделяющийся атомарный хлор сразу вступает с ацетоном в реакцию.

## Физические свойства
При нормальных условиях представляет собой бесцветную жидкость с едким запахом, желтеющую на свету за счёт образования хлора. Имеет плотность 1,15 г/см3, малорастворим в воде (8,257 г/100 г воды), зато хорошо — в этаноле, хлороформе и диэтиловом эфире. Плавится при −44,5 Со, кипит при 119 Со. Известна азеотропная смесь с толуолом (28,5 % хлорацетона, 71,5 % толуола), кипящая при 109,2 С0.

## Получение
Получают хлорированием ацетона в присутствии сильной минеральной кислоты и окислителя (соляная кислота и пероксид водорода; азотная кислота):
{\displaystyle {\mathsf {CH_{3}COCH_{3}+Cl_{2}\xrightarrow {HCl+H_{2}O_{2}/HNO_{3}} CH_{2}ClCOCH_{3}+HCl}}}

## Химические свойства
- Вступает в реакцию Фриделя-Крафтса, с бензолом образует фенилацетон:

- Реагирует со щелочами, образуя уксусную кислоту, См. Перегруппировка Фаворского

- Качественная реакция — синее окрашивание с раствором ванилина в минеральных кислотах[1].

## Действие на организм
Хлорацетон — сильный ирритант, минимальная концентрация в воздухе для человека — 0,018 мг/л,
непереносимая концентрация в воздухе — 0,11 мг/л.

## Применение
Используется как лакриматор, в том числе применялся в Первую мировую войну. Также он используется для производства цветообразующей компоненты в технологии цветной фотографии и как интермедиат в химическом синтезе. Также применяется в синтезе замещённых фуранов по методу Фейста — Бенари: